# Campionati mondiali under 23 di slittino 2020
I Campionati mondiali under 23 di slittino 2020 sono stati l'ottava edizione della rassegna mondiale under 23 di slittino, manifestazione organizzata dalla Federazione Internazionale Slittino. Si sono disputati il 15 e il 16 febbraio 2020 a Soči, in Russia, sulla pista Sliding Center Sanki, all'interno della gara senior che ha assegnato il titolo mondiale assoluto 2020. Sono state disputate gare in tre differenti specialità: nel singolo donne, nel singolo uomini e nel doppio.
Vincitrice del medagliere fu di misura la squadra tedesca, la quale ottenne un titolo su tre e due medaglie sulle nove assegnate in totale: quella d'oro venne conquistata da Anna Berreiter nel singolo femminile; nel singolo maschile la vittoria andò invece al rappresentante della nazionale austriaca Jonas Müller e nel doppio alla coppia russa formata da Vsevolod Kaškin e Konstantin Koršunov.

## Risultati

### Singolo donne
La gara fu disputata il 15 febbraio nell'arco di due manches e hanno preso parte alla competizione 16 atlete in rappresentanza di 11 differenti nazioni. Campionessa uscente era la tedesca Julia Taubitz, non iscritta alla competizione, e il titolo è stato pertanto vinto dalla connazionale Anna Berreiter, davanti alla compagna di nazionale Cheyenne Rosenthal, vincitrice della medaglia d'argento, e all'austriaca Madeleine Egle, cui andò il bronzo. Per tutte si trattò della prima medaglia mondiale under 23.
| Pos. | Atlete             | Nazione     | 1ª manche | 2ª manche | Totale   | Distacco |
| ---- | ------------------ | ----------- | --------- | --------- | -------- | -------- |
|      | Anna Berreiter     | Germania    | 49"920    | 49"958    | 1'39"878 | –        |
|      | Cheyenne Rosenthal | Germania    | 50"079    | 49"966    | 1'40"045 | +0"167   |
|      | Madeleine Egle     | Austria     | 50"043    | 50"088    | 1'40"131 | +0"253   |
| 4    | Ashley Farquharson | Stati Uniti | 50"202    | 49"934    | 1'40"136 | +0"258   |
| 5    | Natalie Maag       | Svizzera    | 50"170    | 50"188    | 1'40"358 | +0"480   |
| 6    | Verena Hofer       | Italia      | 50"383    | 50"181    | 1'40"564 | +0"686   |
| 7    | Lisa Schulte       | Austria     | 50"370    | 50"195    | 1'40"565 | +0"687   |
| 8    | Brittney Arndt     | Stati Uniti | 50"412    | 50"184    | 1'40"596 | +0"718   |
| 9    | Marion Oberhofer   | Italia      | 50"436    | 50"222    | 1'40"658 | +0"780   |
| 10   | Nina Zöggeler      | Italia      | 50"730    | 50"688    | 1'41"418 | +1"540   |

Nota: in grassetto il miglior tempo di manche.

### Singolo uomini
La gara fu disputata il 16 febbraio nell'arco di due manches e hanno preso parte alla competizione 16 atleti in rappresentanza di 11 differenti nazioni. Campione uscente era il russo Roman Repilov, non iscritto alla competizione, e il titolo è stato pertanto vinto dall'austriaco Jonas Müller, medaglia d'argento nella gara principale e alla prima medaglia under 23, davanti al lettone Kristers Aparjods, il quale bissò l'argento ottenuto nella precedente edizione, e allo statunitense Jonathan Gustafson, a sua volta al secondo bronzo consecutivo under 23.
| Pos. | Atleti               | Nazione       | 1ª manche | 2ª manche       | Totale   | Distacco |
| ---- | -------------------- | ------------- | --------- | --------------- | -------- | -------- |
|      | Jonas Müller         | Austria       | 51"564    | 51"567          | 1'43"131 | –        |
|      | Kristers Aparjods    | Lettonia      | 51"768    | 51"614          | 1'43"382 | +0"251   |
|      | Jonathan Gustafson   | Stati Uniti   | 52"069    | 52"093          | 1'44"162 | +1"031   |
| 4    | Max Langenhan        | Germania      | 52"450    | 52"319          | 1'44"769 | +1"638   |
| 5    | Aleksandr Dmitriev   | Kazakistan    | 52"572    | 52"833          | 1'45"405 | +2"274   |
| 6    | Svante Kohala        | Svezia        | 52"775    | non qualificati | 52"775   | -        |
| 7    | Kacper Tarnawski     | Polonia       | 53"079    | non qualificati | 53"079   | -        |
| 8    | Michael Lejsek       | Rep. Ceca     | 53"187    | non qualificati | 53"187   | -        |
| 9    | Rupert Staudinger    | Gran Bretagna | 53"314    | non qualificati | 53"314   | -        |
| 10   | Theodor Andrei Turea | Romania       | 53"416    | non qualificati | 53"416   | -        |

Nota: in grassetto il miglior tempo di manche.

### Doppio
La gara fu disputata il 15 febbraio nell'arco di due manches e hanno preso parte alla competizione 10 atleti in rappresentanza di 5 differenti nazioni. Campioni uscenti erano gli russi Vsevolod Kaškin e Konstantin Koršunov, i quali hanno confermato il titolo anche in questa edizione, davanti agli italiani Ivan Nagler e Fabian Malleier, che bissarono l'argento ottenuto nella edizione del 2019, e ai kazaki Andrej Šander e Semën Mikov, alla loro prima medaglia mondiale under 23.
| Pos. | Atleti                              | Nazione    | 1ª manche | 2ª manche       | Totale   | Distacco |
| ---- | ----------------------------------- | ---------- | --------- | --------------- | -------- | -------- |
|      | Vsevolod Kaškin Konstantin Koršunov | Russia     | 49"774    | 49"813          | 1'39"587 | –        |
|      | Ivan Nagler Fabian Malleier         | Italia     | 50"010    | 50"071          | 1'40"081 | +0"494   |
|      | Andrej Šander Semën Mikov           | Kazakistan | 50"473    | 50"415          | 1'40"888 | +1"301   |
| 4    | Tomáš Vaverčák Matej Zmij           | Slovacchia | 50"738    | 50"749          | 1'41"487 | +1"900   |
| 5    | Filip Vejdělek Zdeněk Pěkný         | Rep. Ceca  | 51"878    | non qualificati | 51"878   | -        |

Nota: in grassetto il miglior tempo di manche.

## Medagliere
| Pos.   | Nazione     | Oro | Argento | Bronzo | Totale |
| ------ | ----------- | --- | ------- | ------ | ------ |
| 1      | Germania    | 1   | 1       | 0      | 2      |
| 2      | Austria     | 1   | 0       | 1      | 2      |
| 3      | Russia      | 1   | 0       | 0      | 1      |
| 4      | Italia      | 0   | 1       | 0      | 1      |
| 4      | Lettonia    | 0   | 1       | 0      | 1      |
| 6      | Kazakistan  | 0   | 0       | 1      | 1      |
| 6      | Stati Uniti | 0   | 0       | 1      | 1      |
| Totale | Totale      | 3   | 3       | 3      | 9      |